# Bitka za Severodoneck (2022)
Bitka za Severodoneck je aktualni vojaški spopad, ki se je začel 2. marca 2022 med rusko invazijo na Ukrajino leta 2022 kot del ofenzive na Vzhodno Ukrajino. Severodoneck je trenutno upravno središče Luganske oblasti.

## Bitka
28. februarja so ruske sile okrog 15.00 začele obstreljevati Severodoneck. Po besedah guvernerja Luganske oblasti Sergija Gajdaja je ena oseba umrla, več pa jih je bilo ranjenih. Obstreljevanje je prizadelo tudi plinovode.
2. marca so poročali o bojih v skoraj vseh vaseh blizu Severodonecka. Ruske sile so še naprej obstreljevale mesto, vključno s šolsko telovadnico, ki je delovala kot bombno zaklonišče. O smrtnih žrtvah niso poročali. Tistega dne ob 15.20 so ukrajinske oblasti sporočile o ruskem poskusu vstopa v mesto, a so bile te odbite.